# Grundy (Virgínia)
Grundy és una població dels Estats Units a l'estat de Virgínia. Segons el cens del 2000 tenia 1.105 habitants.

## Demografia
Segons el cens del 2000, Grundy tenia 1.105 habitants, 405 habitatges, i 249 famílies. La densitat de població era de 84,7 habitants per km².
Dels 405 habitatges en un 22,2% hi vivien nens de menys de 18 anys, en un 51,9% hi vivien parelles casades, en un 7,7% dones solteres, i en un 38,3% no eren unitats familiars. En el 36,3% dels habitatges hi vivien persones soles el 17,5% de les quals corresponia a persones de 65 anys o més que vivien soles. El nombre mitjà de persones vivint en cada habitatge era de 2,28 i el nombre mitjà de persones que vivien en cada família era de 2,72.
Per edats la població es repartia de la següent manera: un 32,2% tenia menys de 18 anys, un 7,1% entre 18 i 24, un 21,4% entre 25 i 44, un 22,6% de 45 a 60 i un 16,7% 65 anys o més.
L'edat mediana era de 37 anys. Per cada 100 dones de 18 o més anys hi havia 92,5 homes.
La renda mediana per habitatge era de 37.411$ i la renda mediana per família de 47.143$. Els homes tenien una renda mediana de 40.236$ mentre que les dones 24.821$. La renda per capita de la població era de 19.531$. Entorn del 10,5% de les famílies i el 17,3% de la població estaven per davall del llindar de pobresa.

## Poblacions més properes
El següent diagrama mostra les poblacions més properes.